# Sabrina Capozzolo
Sabrina Capozzolo (Agropoli, 16 dicembre 1986) è una politica italiana Deputata della XVII Legislatura e Responsabile Nazionale del Partito Democratico con delega alle Politiche Agricole.

## Biografia
Sabrina Capozzolo è nata ad Agropoli (Sa), il 16 dicembre del 1986.
Ha frequentato l'Istituto Tecnico Commerciale Giambattista Vico di Agropoli, diplomandosi nel 2005.
Ha poi proseguito i suoi studi iscrivendosi all'Università degli Studi di Salerno, alla Facoltà di Scienze della Formazione, corso di Laurea in Scienze dell'Educazione, dove nel Novembre del 2010 ha conseguito la Laurea. Successivamente si è laureata anche in Scienze e Tecniche Psicologiche.
Attività Politica
Impegnata da sempre nell'associazionismo e nel volontariato, inizia la sua attività politica nel 2005 iscrivendosi al partito politico La Margherita, confluito poi nel Partito Democratico.
Nel 2008 è stata eletta Presidente del Forum dei Giovani di Agropoli. Il Forum dei Giovani si pone come obiettivo quello di creare uno spazio per il dibattito e la condivisione di esperienze tra le associazioni e le istituzioni Italiane ed Europee, ponendo al centro del dibattito politico e dell'iniziativa sociale il valore dei giovani.
Il suo percorso all'interno del Forum dei Giovani continua e nel 2011 viene eletta Consigliere Distrettuale al Forum dei Giovani della provincia di Salerno.
Nel 2012 viene poi eletta Segretaria dei Giovani Democratici di Agropoli, trovandosi a fronteggiare una evidente difficoltà a coinvolgere i giovani nell'attività politica. Ciò nonostante grazie, anche, ad alcuni amici, molti dei quali provenienti proprio dall'esperienza dei Forum Giovanili è riuscita ad ampliare il numero dei partecipanti, coinvolgendoli nell'attività politica. Un'altra esperienza che l'ha arricchita e le ha permesso di confrontarsi con importanti e brillanti figure politiche del territorio campano.
Nel Dicembre 2012 viene scelta dal Circolo PD di Agropoli come candidata alle Primarie per i Parlamentari PD, ottenendo 5251 preferenze si posiziona sesta nella provincia di Salerno, divenendo poi Deputato della Repubblica Italiana.
Incarichi di Partito
Nel 2012 è Segretaria dei Giovani Democratici di Agropoli (Sa).
Alle primarie del 2013 viene eletta all'Assemblea Nazionale del PD.
Il 15 dicembre dello stesso anno entra a far parte della Direzione Nazionale del Partito Democratico.
Il 16 settembre 2014 viene chiamata dal Segretario Matteo Renzi a far parte della Segreteria Nazionale PD con delega alla Politiche Agricole. Dopo pochi mesi avvia una Campagna D'ascolto per riportare il Partito Democratico ad essere diretto interlocutore del mondo agricolo.
Nel Maggio del 2015 dà vita, dopo anni di immobilismo, agli Stati Generali dell'Agricoltura Italiana dal nome Generazione Agricola in collaborazione con il Ministro delle politiche agricole alimentari e forestalial Maurizio Martina. All'evento parteciperanno moltissimi giovani agricoltori che racconteranno le loro storie e le loro difficoltà e diverse personalità della politica italiana, tra gli altri Paolo De Castro, Coordinatore S&D al Parlamento Europeo; Luca Sani, Presidente ComAgri Camera; Leana Pignedoli Vicepresidente ComAgri Senato e i Presidenti Nazionali di tutte le Associazioni di Categoria, che per la prima volta siederanno allo stesso tavolo. 
Attualmente è Componente della Direzione Regionale del Partito Democratico della Campania.